# (12810) Okumiomote
(12810) Okumiomote est un astéroïde de la ceinture principale.

## Description
(12810) Okumiomote est un astéroïde de la ceinture principale. Il fut découvert le 17 janvier 1996 à Kitami par Kin Endate et Kazuro Watanabe. Il présente une orbite caractérisée par un demi-grand axe de 2,58 UA, une excentricité de 0,24 et une inclinaison de 14,1° par rapport à l'écliptique.

## Compléments